# York Hamlet
York Hamlet – jednostka osadnicza w Stanach Zjednoczonych, w stanie Nowy Jork, w hrabstwie Livingston.